# Фетти, Доменико
Доме́нико Фе́тти, Фети, известен также под прозванием «Мантуанец» (итал. Domenico Fetti, Feti; Mantovano; 1589, Рим — 16 апреля 1623, Венеция) — итальянский живописец эпохи барокко.

## Жизнь и творчество
Доменико был сыном малоизвестного живописца Пьетро Фетти. Учился в Риме у Лодовико Карди по прозванию Чиголи, был знаком с Адамом Эльсхаймером, творчество которого оказало большое влияние на его индивидуальный стиль.
С 1613 и до 1622 года Доменико Фетти жил в Мантуе, где был придворным живописцем герцога Фердинандо I Гонзага. В его мастерской работал и отец художника Пьетро, и его сестра Люкрина Фетти, художница и монахиня. В Мантуе Доменико Фетти написал свои самые знаменитые произведения, в результате чего получил прозвание «Мантуанец». Он создал много алтарных образов и станковых картин на мифологические сюжеты. Для украшения дворца герцога им был написан цикл картин на евангельские сюжеты. Среди многих работ, выполненных им для городских церквей, выделяются: «Апофеоз искупления», украшающий свод апсиды собора Сан-Пьетро (Дуомо), и несколько картин для монастыря Святой Урсулы, который в 1603 году основала супруга герцога Маргарита Гонзага.
Затем Фетти переехал в Венецию, где работал параллельно с Бернардо Строцци и Иоганном Лиссом. Большое влияние на творчество художника оказали Караваджо и его последователи, ранние работы Рубенса, живопись римского барокко.
Фетти был одним из самых оригинальных натуралистов семнадцатого века; в экспрессивности своих линий он черпал вдохновение у Караваджо и Рубенса. В Мантуе он также пытался подражать Джулио Романо. В его стиле соединились элементы барокко и бытового натурализма. Фетти испытал влияние Рубенса, живописцев Венеции и караваджистов, однако чаще его считают художником римской школы.
В санкт-петербургском Эрмитаже хранятся четыре картины Доменико Фетти. Выдающийся знаток западноевропейской живописи А. Н. Бенуа писал в своём знаменитом «Путеводителе по картинной галерее Императорского Эрмитажа» (1910):

Эклектика Доменико Фетти следует вместе с Гверчино, Кастилионе, Строции и Дж. М. Креспи считать наиболее отрадным явлением итальянской живописи XVII века. Он не был тем пионером в искусстве, каким был Караваджо, и область его творчества не обширна. Но Фети — художник до мозга костей, и подлинная красота содержится в каждом ударе его кисти, в каждой комбинации его красок. Впрочем, личность Фети не исследована по заслугам. Если он и приближается к кому-либо, то не к своим сверстникам и соотечественникам, не к «болонцам» и прочим «академикам», а к художникам и ко всему стилю французского искусства XVIII века, пользующегося ныне таким восторженным признанием. Фети похож на французских художников XVIII века тем, что он, как и они, изящен без жеманства, полон жизни без тривиальности, виртуозен без назойливого щегольства и красив без тени педантизма. Наконец, это лучший колорист итальянского сеиченто… Настоящей жемчужиной [Эрмитажа] является картина «Юный Товий, исцеляющий своего отца». Фети умер в Венеции, и в картинах венецианского периода он проявляет, наряду с прежней лёгкостью и страстностью, удивительное умение сосредоточить красочный эффект. Это умение является несомненно следствием его толкового изучения тех сокровищ живописи, которые были разбросаны в невероятном обилии по церквам и дворцам волшебного города. Замечательно, что при этом он не заразился лёгкой подражательностью поздних «вернонезцев», а сумел остаться верным своему первому увлечению — Караваджо, лишь связав бодрый реализм последнего с виртуозным мастерством и с более блестящей красочностью, на которые его натолкнули венецианские впечатления 

## Выставка в Мантуе
В 1996 году Мантуя посвятила художнику выставку работ, созданных при дворе Гонзага, дополненную произведениями из разных уголков мира, экспонировавшимися в Палаццо дель Те с 15 сентября по 15 декабря. Во введении к Каталогу куратор выставки Эдуард А. Сафарик пояснял идею экспозиции: «в настоящей выставке мы попытались проследить различные нити, проходящие через творчество и жизнь художника, которые должны позволить зрителю лучше ориентироваться в этой жизни образов»
Произведения Фетти не датированы, поэтому трудно установить последовательность их выполнения. Из его картин наиболее известна серия «Притчи», и отдельные произведения: «Исцеление Товита», «Портрет актёра», «Задумавшийся Архимед».

## Галерея

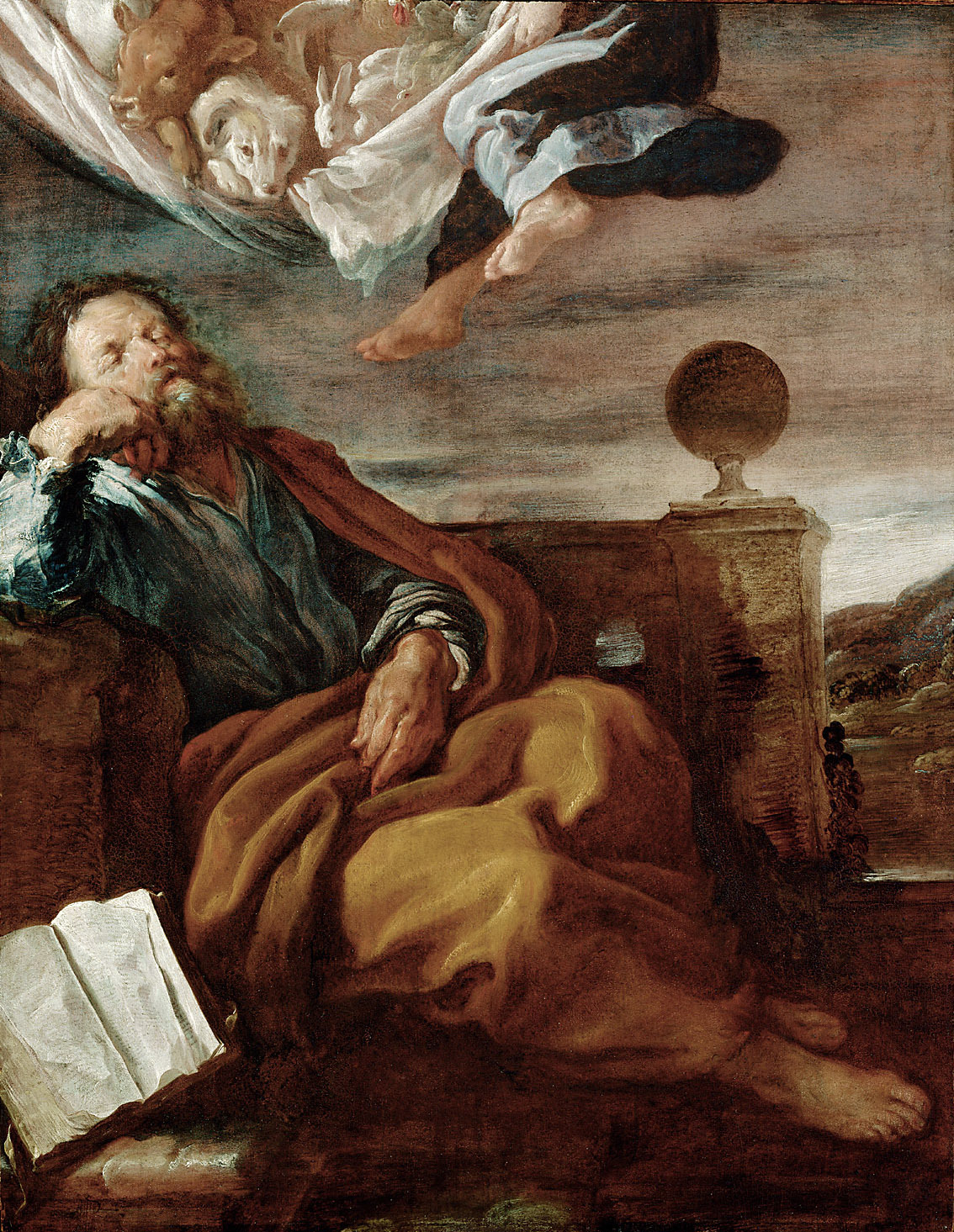
Видение Петру нечистых животных. Ок. 1619. Дерево, масло. Музей истории искусств, Вена
Сон Иакова. Ок. 1619. Дерево, масло. Музей истории искусств, Вена
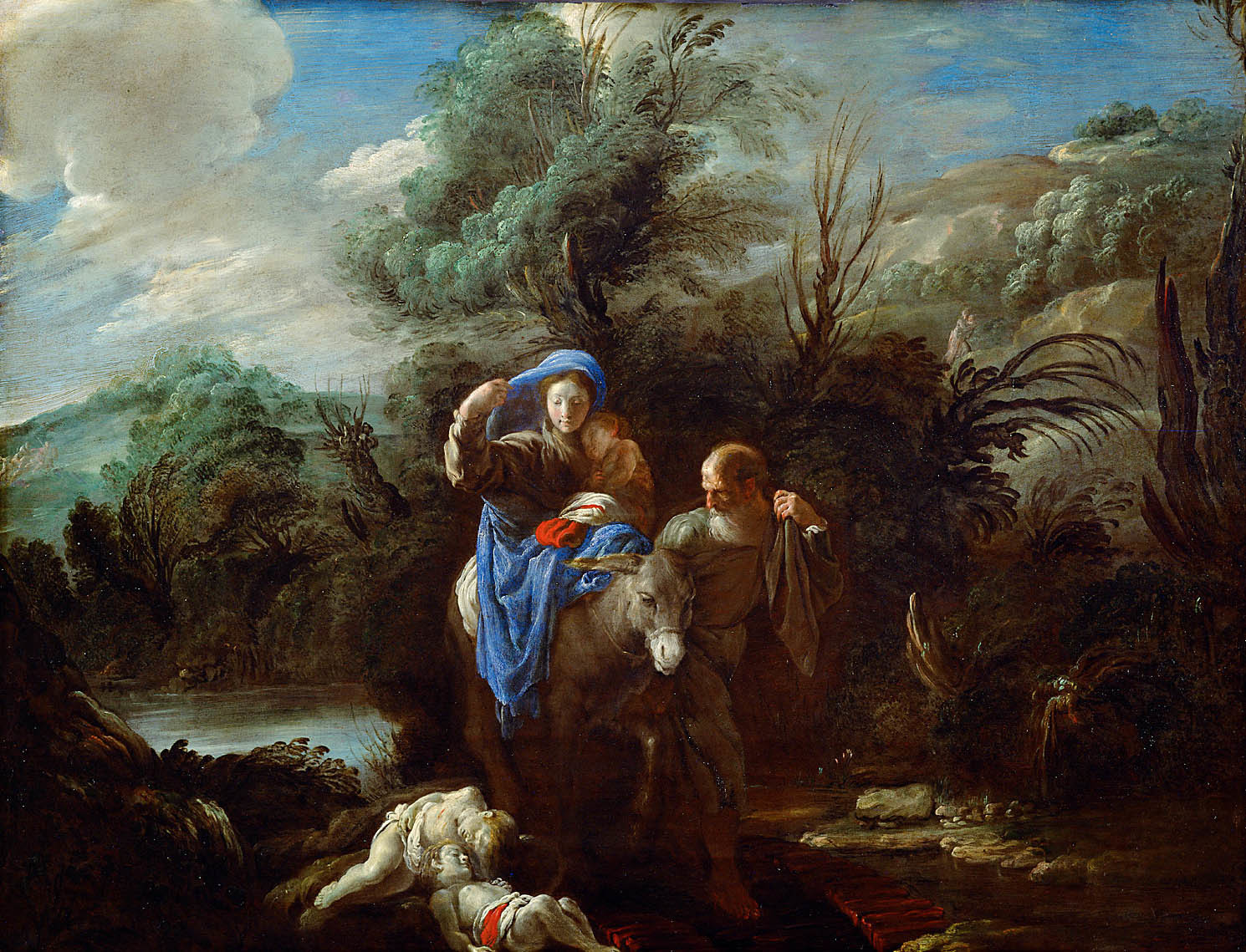
Бегство в Египет. Ок. 1622. Дерево, масло. Музей истории искусств, Вена
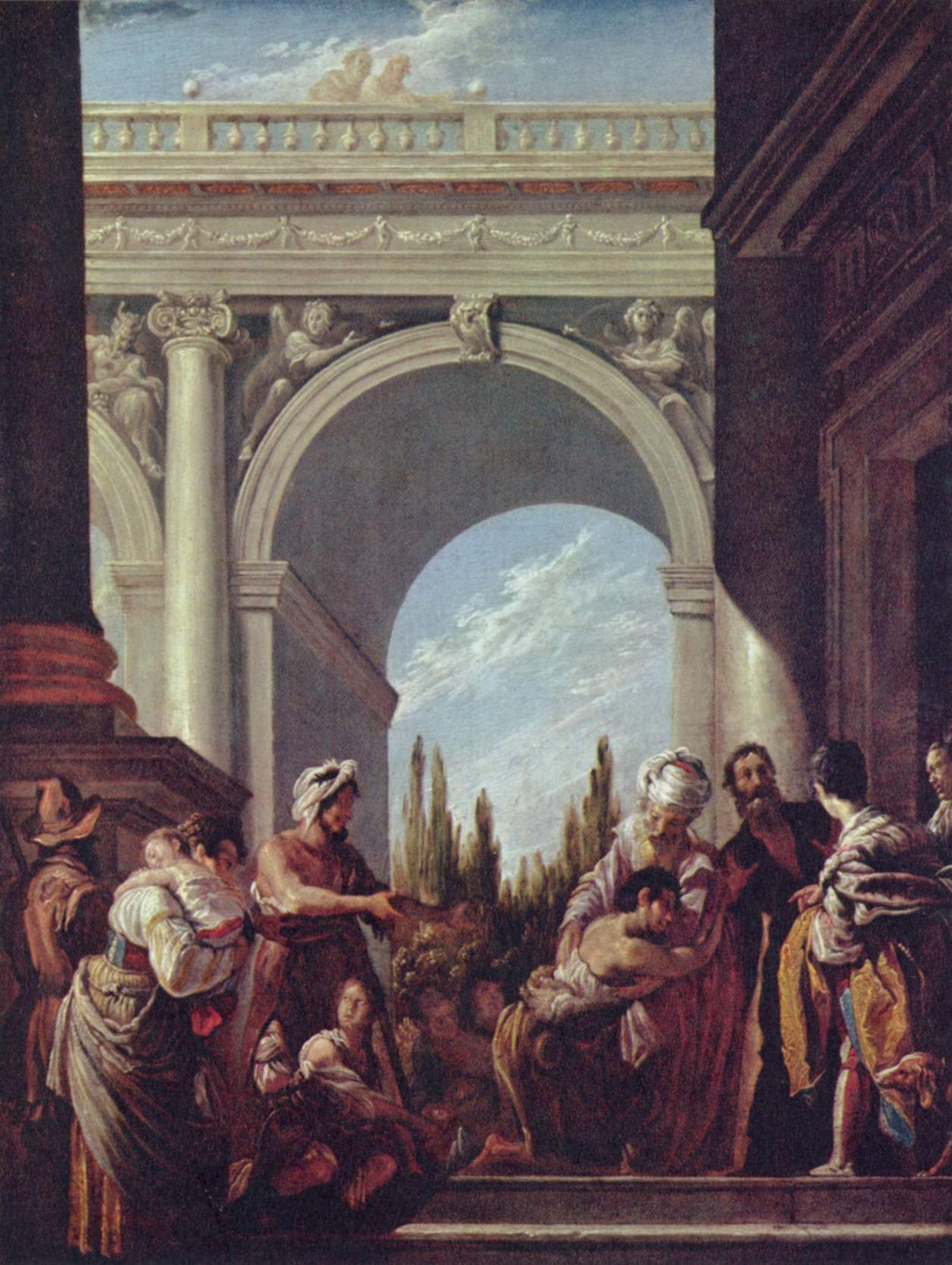
Притча о блудном сыне. Ок. 1620. Холст, масло. Галерея старых мастеров, Дрезден
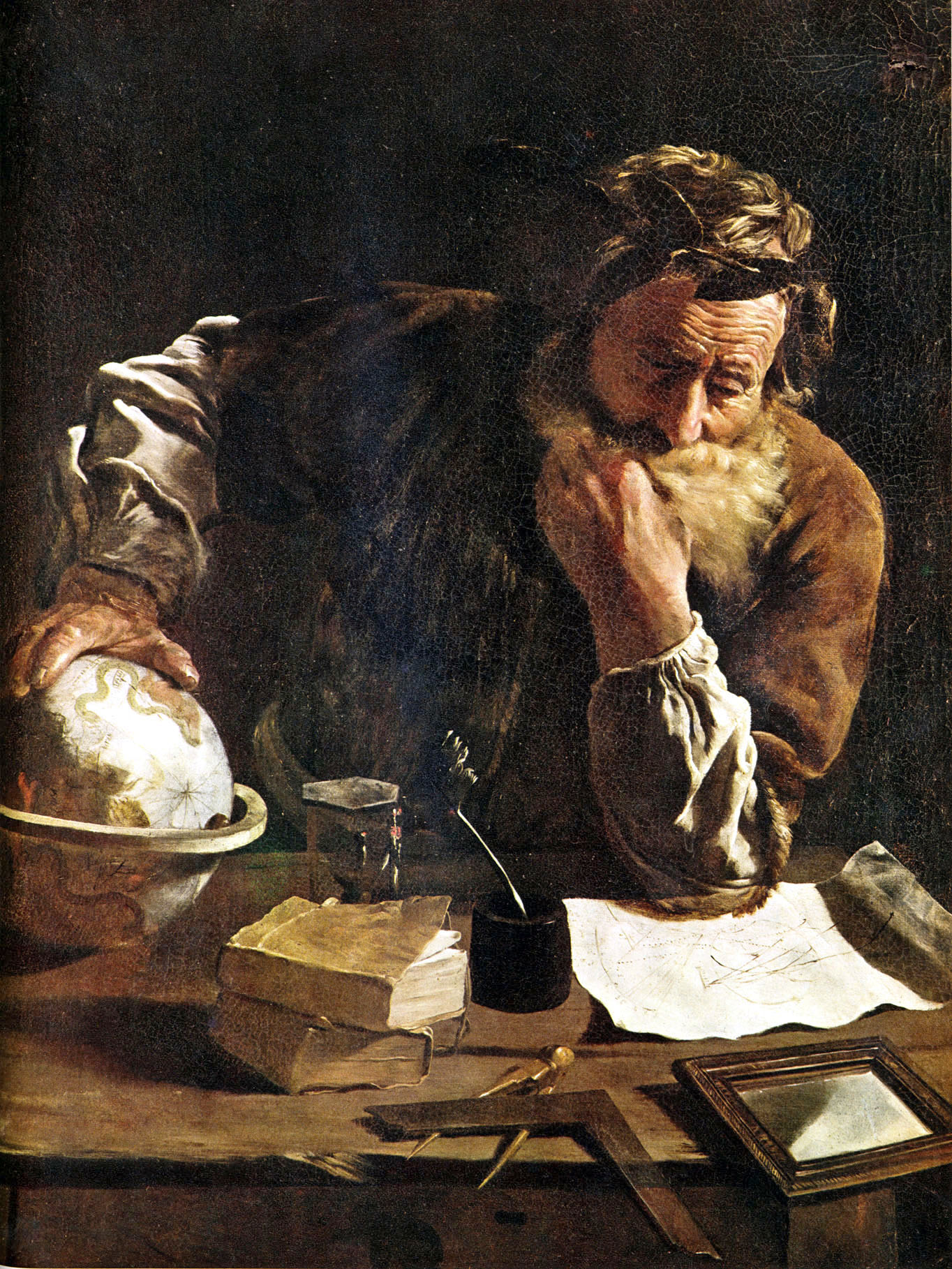
Задумавшийся Архимед. Ок. 1620. Холст, масло. Галерея старых мастеров, Дрезден
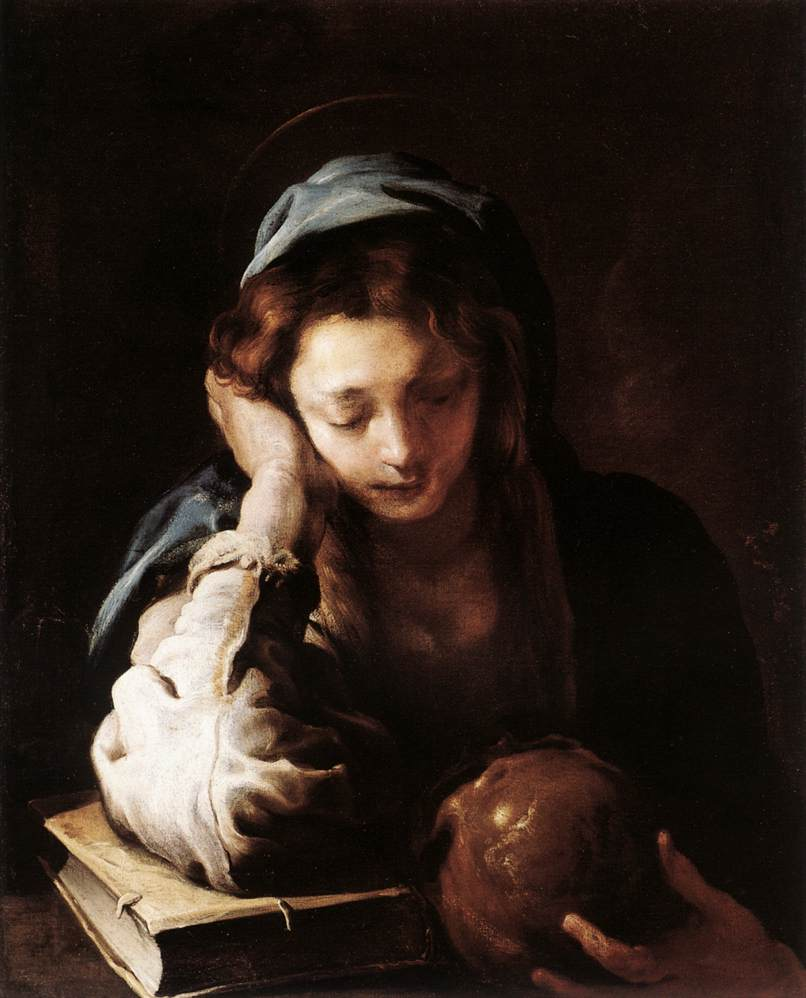
Кающаяся Мария Магдалина. Между 1617 и 1621. Холст, масло. Галерея Дориа-Памфили, Рим
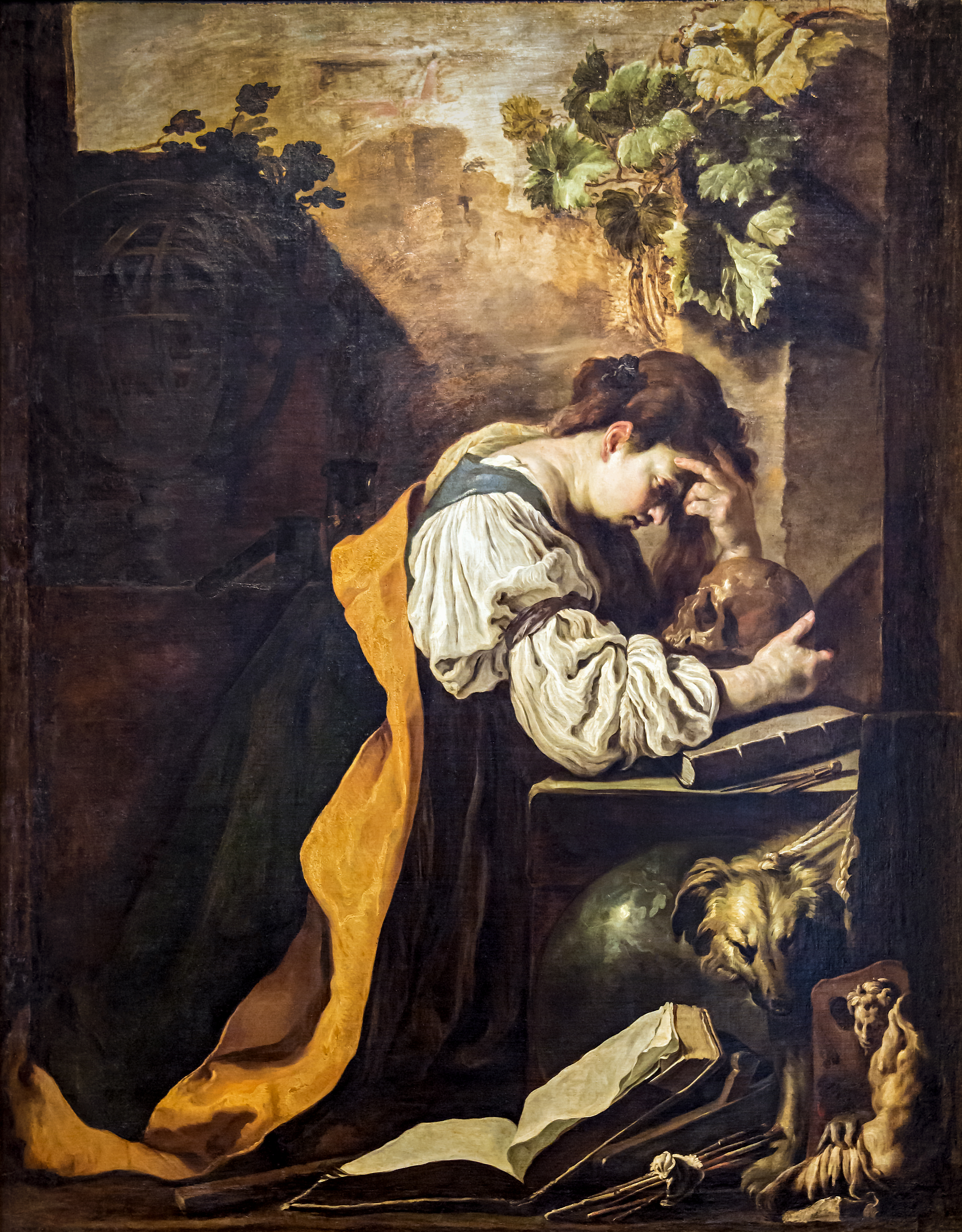
Магдалина в молитве. 1618. Холст, масло.  Галерея Академии, Венеция
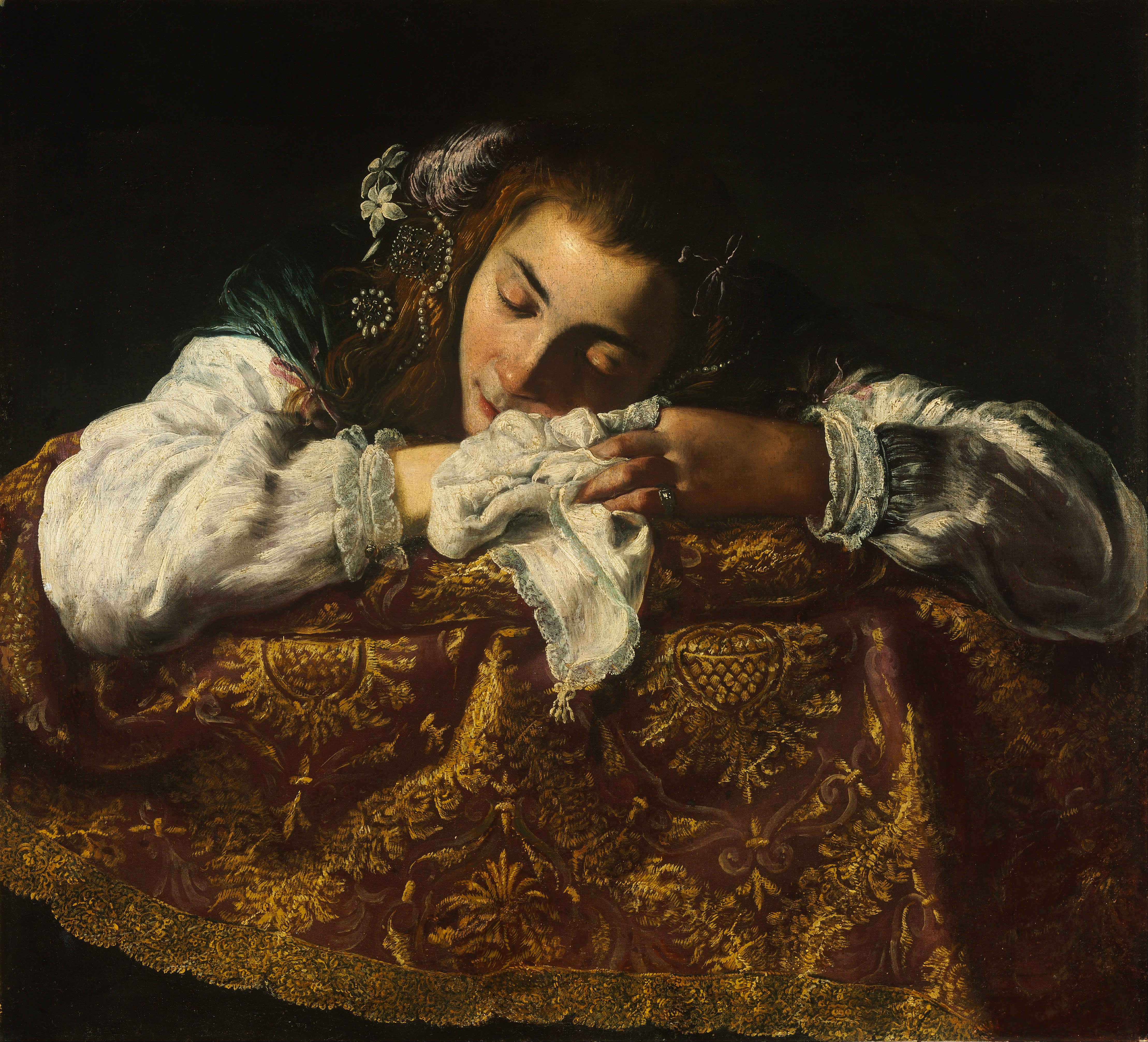
Спящая девушка. Ок. 1620. Холст, масло. Музей изобразительных искусств, Будапешт
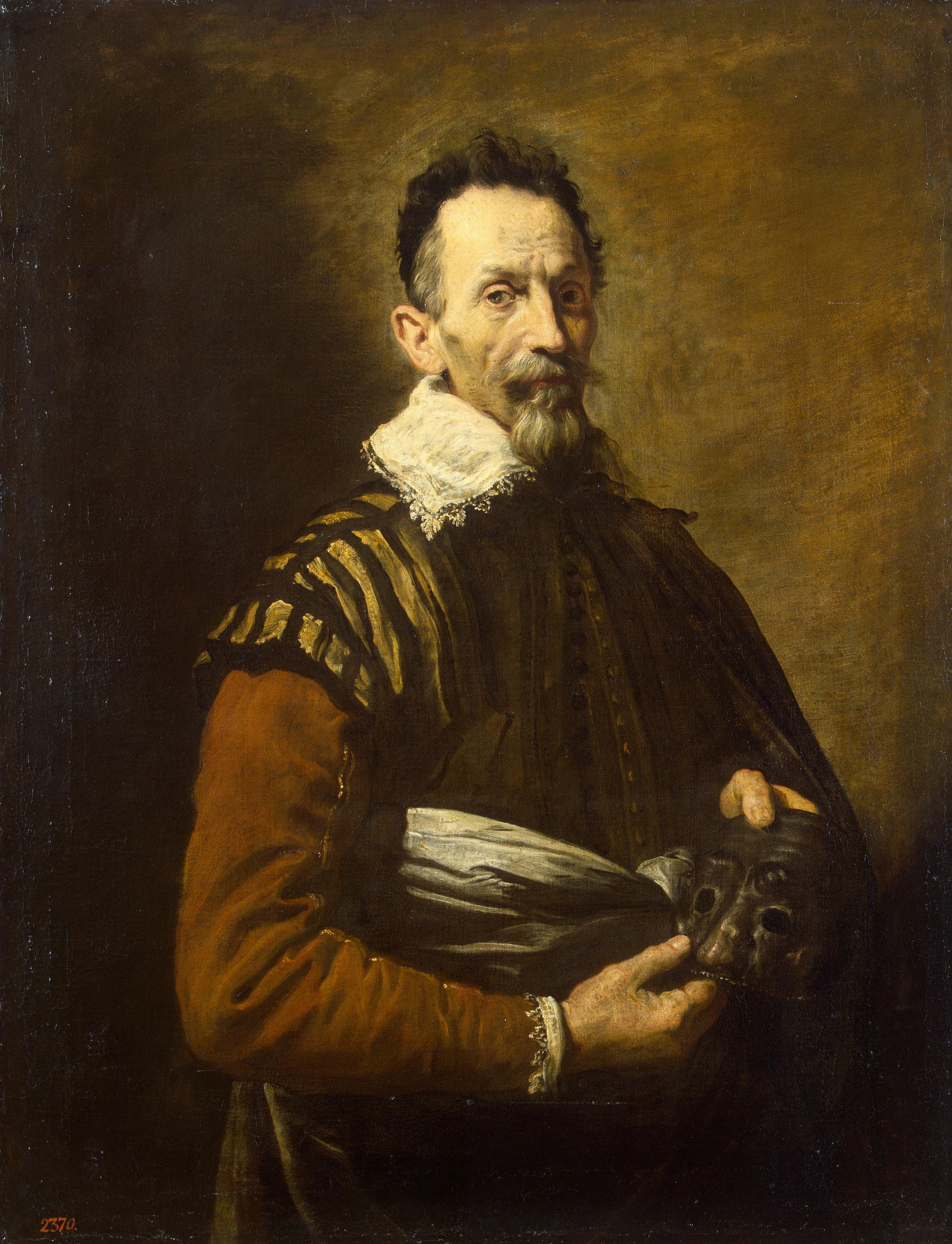
Портрет актёра. 1621—1622. Холст, масло. Государственный Эрмитаж, Санкт-Петербург [7].
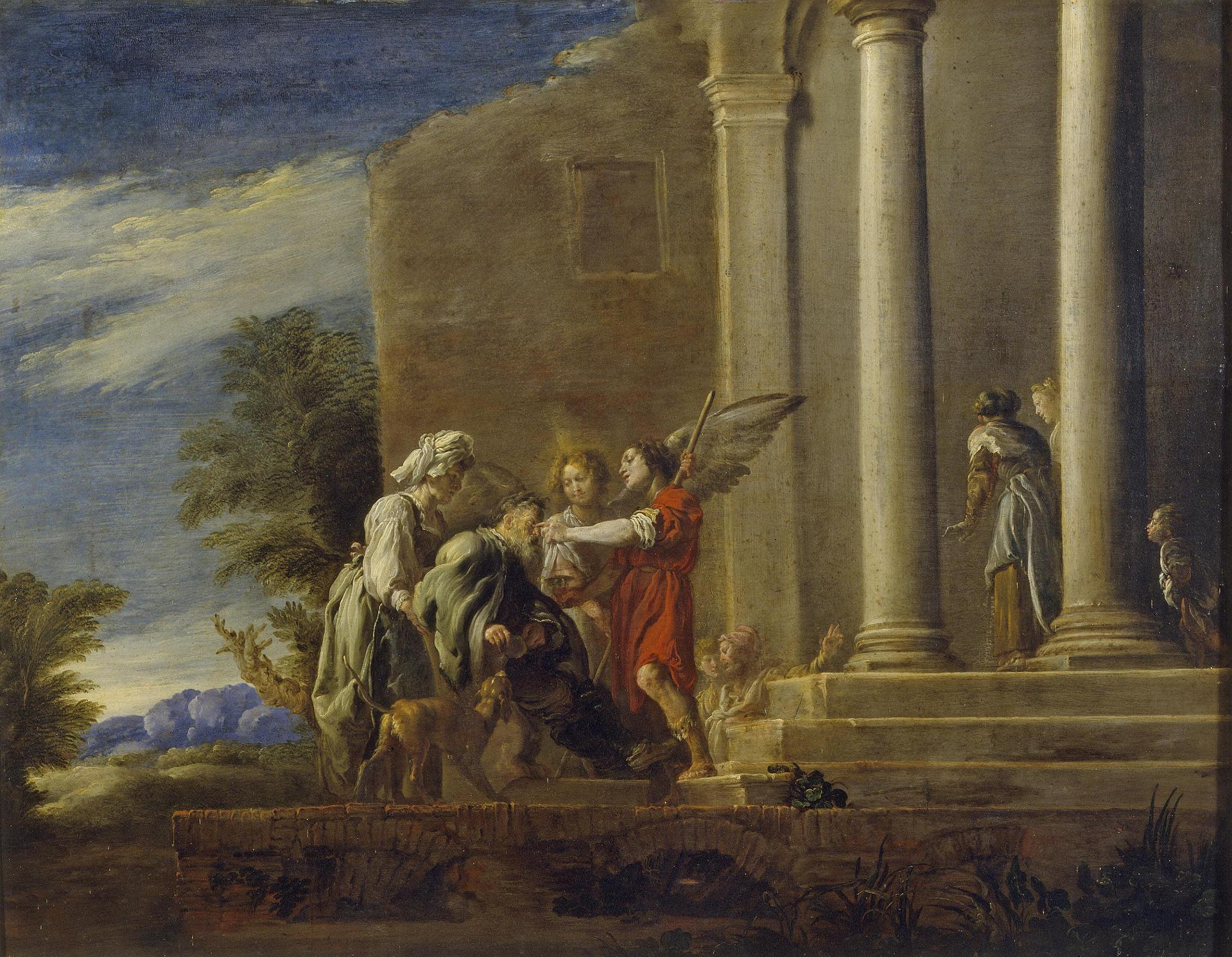
Исцеление Товита. 1621—1622. Дерево, масло. Государственный Эрмитаж, Санкт-Петербург
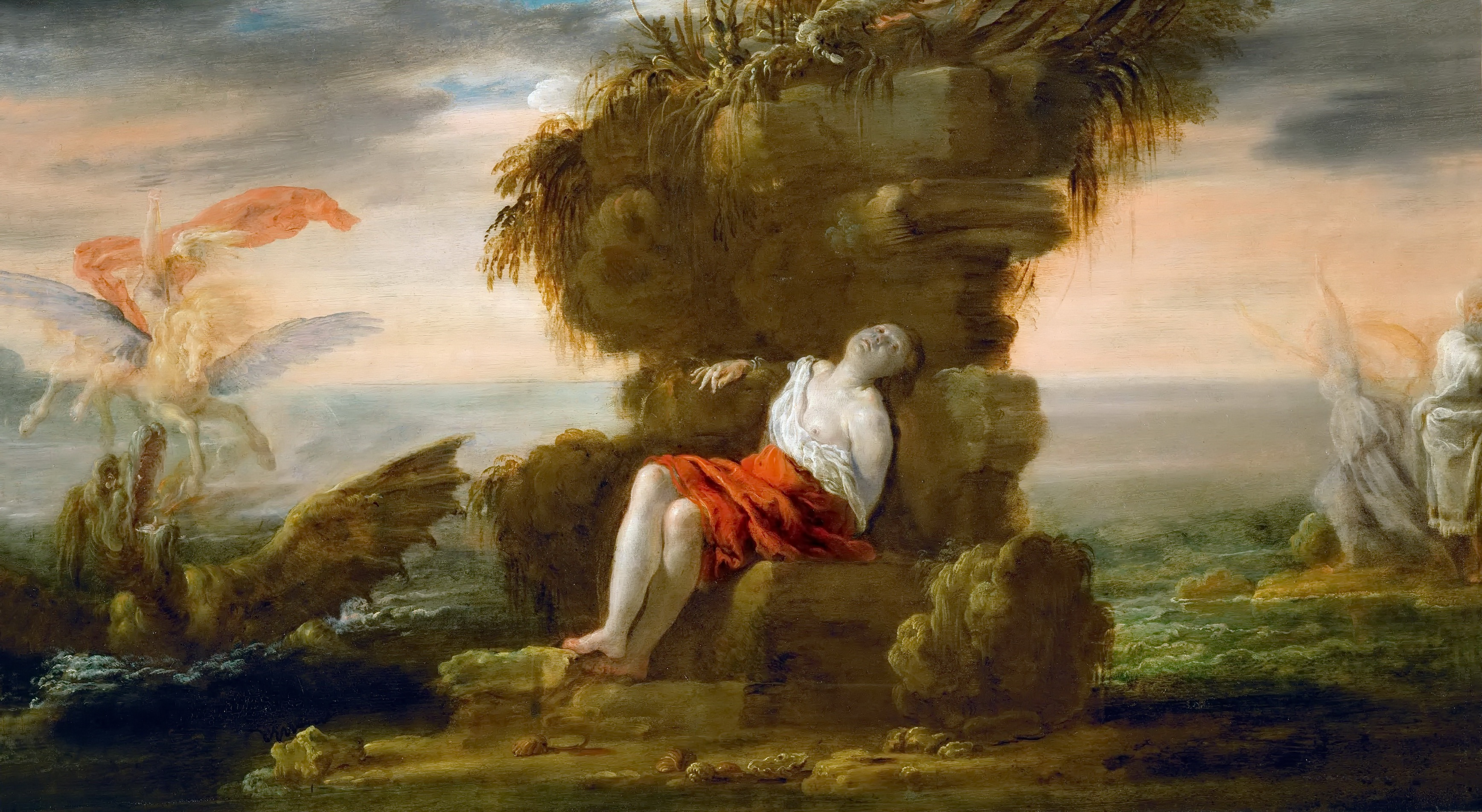
Персей и Андромеда. Ок. 1622. Дерево, масло. Музей истории искусств, Вена
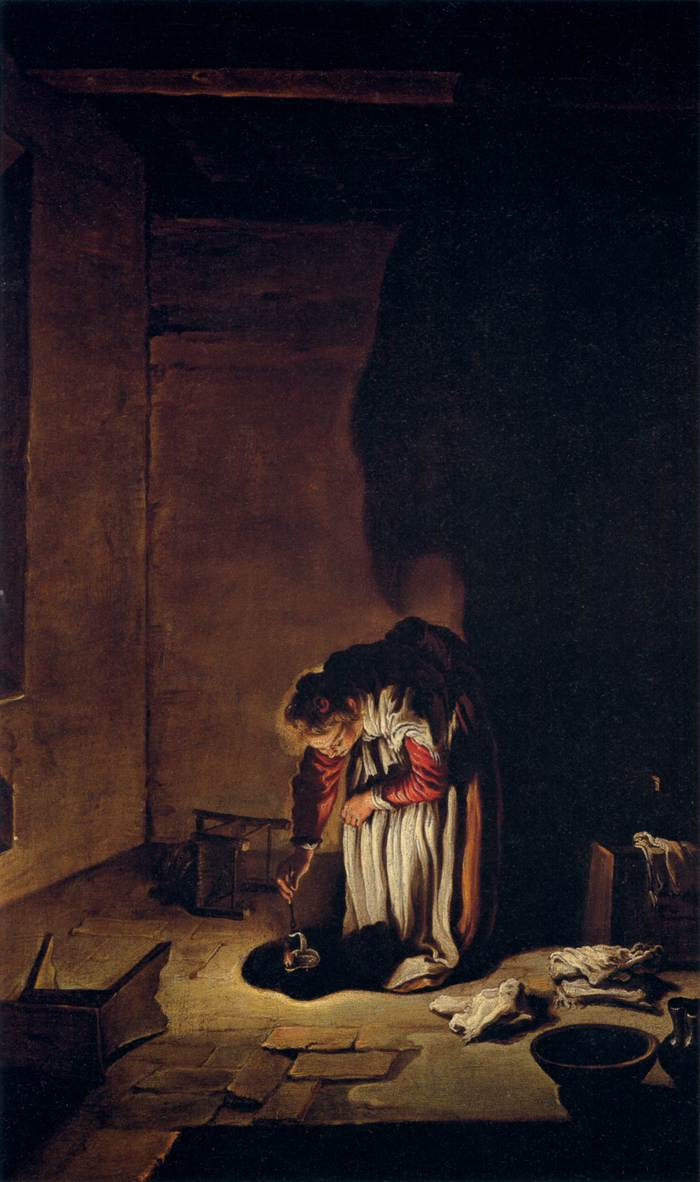
Притча о потерянной драхме. Ок. 1618. Дерево, масло. Галерея старых мастеров, Дрезден